# Wanda (princesa)

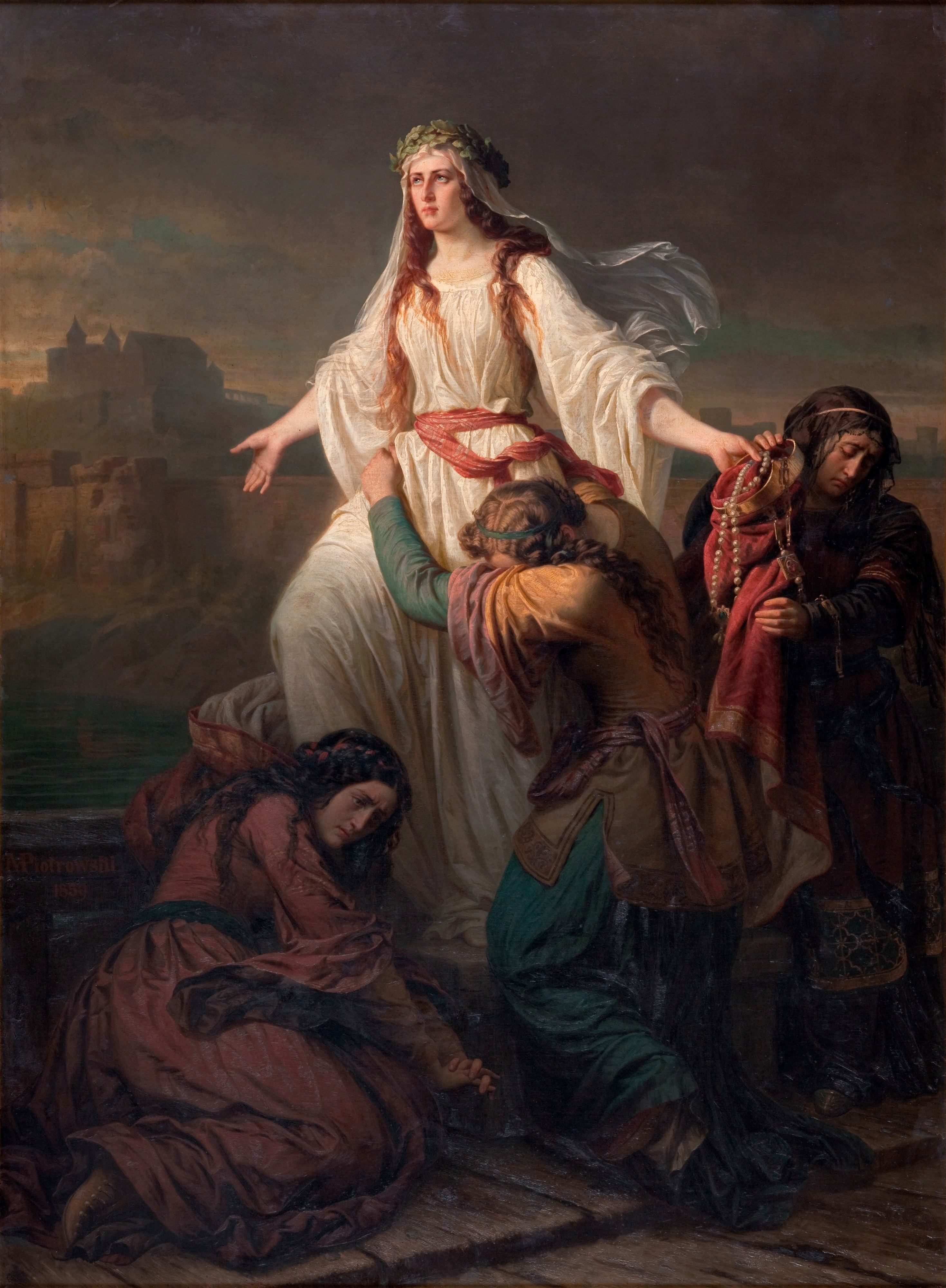
Muerte de la princesa Wanda por Maksymilian Piotrowski, 1859.

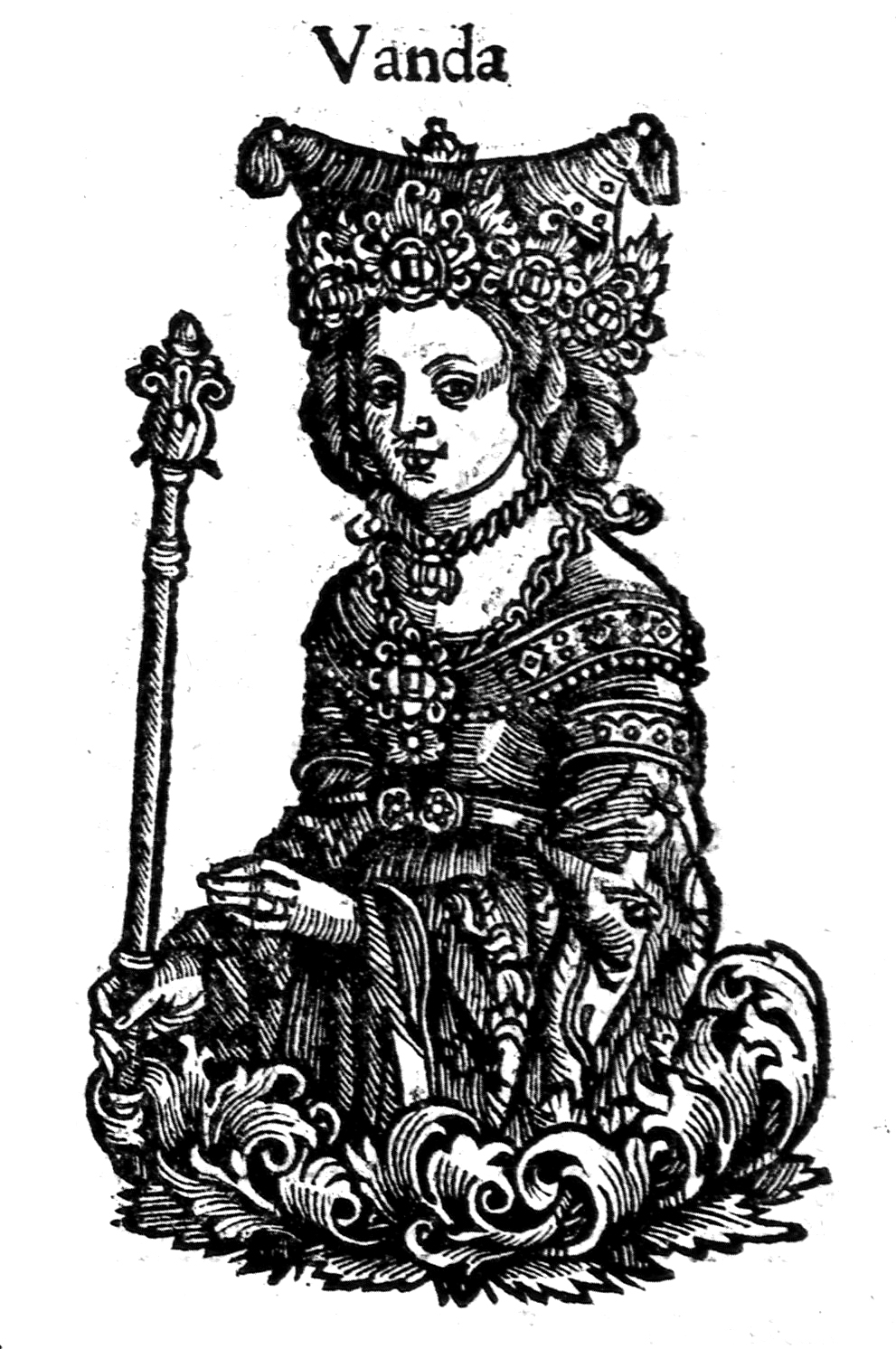
Princesa Wanda

La princesa Wanda (que presuntamente vivió en la Polonia del siglo VIII) era la hija de Krakus, legendario fundador de Cracovia (en polaco, Kraków). A la muerte de su padre, se convirtió en reina de los Polos, pero se suicidó para evitar un matrimonio indeseado.

## La leyenda de Wanda contada primero por Kadłubek
El primer registro escrito de la leyenda de Wanda fue del cronista polaco Wincenty Kadłubek. En esta versión de la historia, Wanda gobierna Polonia después del legendario rey polaco Krakus. Cuando sus tierras son invadidas por un "tirano alemán" que trata de sacar provecho de la muerte del anterior gobernante, Wanda marcha a conocerlo al frente de sus tropas. Viendo su belleza, las tropas alemanas rechazaron luchar y su dirigente se suicida. Hacia el final de la historia Kadłubek declara que "el río Vandalus [Vístula] lleva ese nombre en su honor", y por ello sus gobernados eran conocidos como "Vándalos". En esta versión Wanda no se casó y tuvo una larga vida.

## Versiones posteriores de la leyenda
Las versiones subsiguientes de la historia difieren significativamente. En la versión del Wielkopolska Chronicle, el dirigente alemán, Rytygier, primero quiso casarse con Wanda e invadió sus tierras sólo cuándo esta rechaza su propuesta. Aquí, él muere durante la batalla, mientras que es Wanda quien luego se suicida, como agradecimiento y sacrificio a los dioses paganos que le dieron la victoria. En otras versiones de la historia, Wanda se suicida, lanzándose al río Vístula, porque sabe que mientras siga viva, habrá futuros pretendientes potenciales que utilizarán su negativa a casarse como pretexto para una invasión.

## Historiografía
La historia de la princesa Wanda fue primero descrita por el historiador y obispo medieval polaco (siglos XII y XIII), Wincenty Kadłubek, y se supone por la mayoría de los historiadores que fue inventada por él, posiblemente basándose en leyendas y mitos eslavos, a pesar de que algunos historiadores ven la leyenda arraigada en las tradiciones escandinavas o de la Antigua Roma (o griegas).

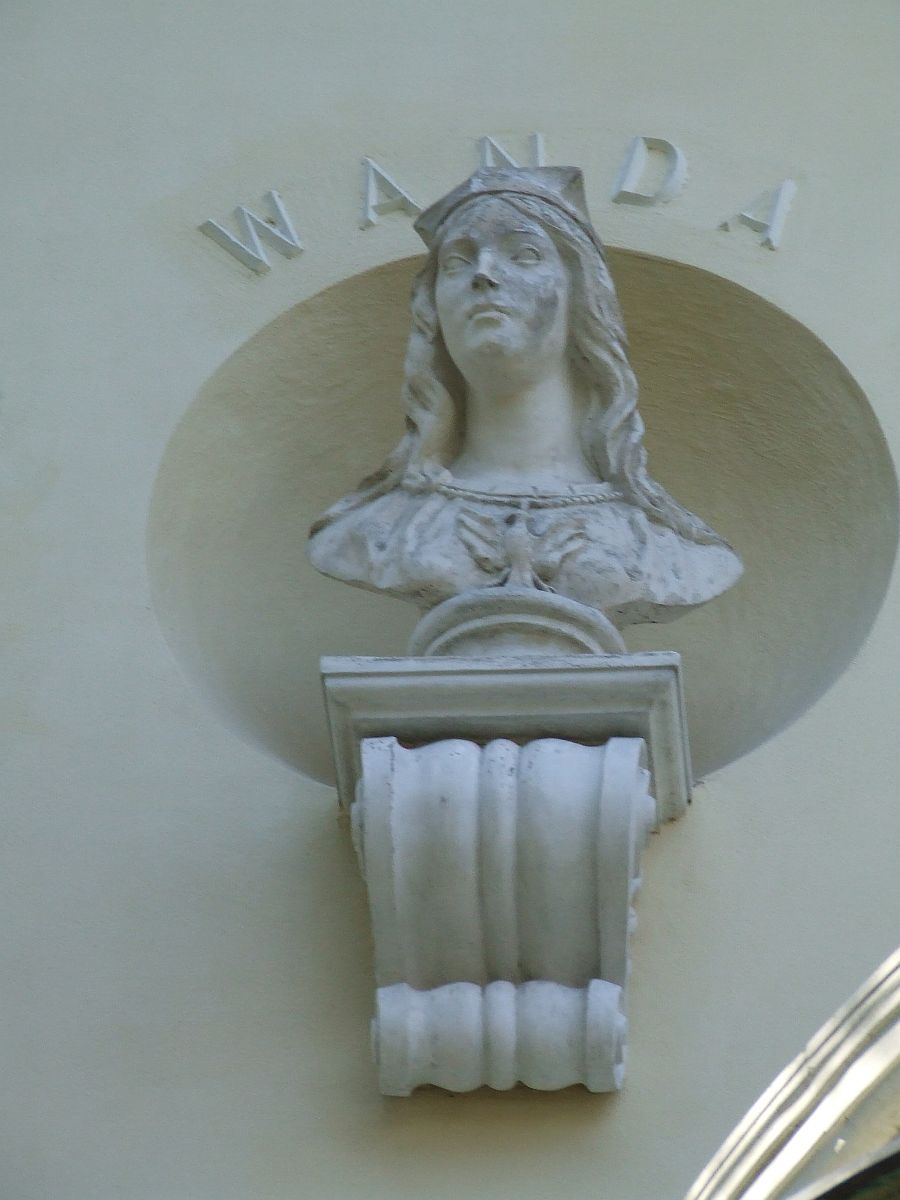
El busto de la reina Wanda en el Palacio Krasiński, Ursynów.

Curiosamente, la versión de Kadłubek muestra al príncipe alemán, no a la princesa Wanda, suicidándose: según Kadłubek, la princesa vivió una vida larga y feliz, siendo virgen por siempre. Fue sólo en la Wielkopolska Chronicle de los siglos XIII-XIV cuando varía y Wanda se suicida, popularizándose esta versión por el historiador del siglo XV, Jan Długosz.

## Influencias culturales
La tradición dice que está enterrada en el Kopiec Wandy (Montículo de Wanda, en polaco). Una costumbre observada hasta el siglo XIX fue que durante Pentecostés eran encendidas hogueras en este montículo, localizado en las afueras de Cracovia en Nowa Huta, el actual distrito industrial establecido en 1949. La construcción de Nowa Huta empezó el día del onomástico de Wanda (23 de junio), y es patrona semioficial de ese distrito, el cual tiene un centro comercial, una calle, un puente y un estadio con su nombre.
El poeta alemán Zacharias Werner escribió una obra llamada Wanda, la cual bajo la dirección del amigo de Werner, Goethe, fue representada en el escenario en 1809.
En literatura polaca, la historia de Wanda ha servido de inspiración de varios trabajos, a menudo acentuando los temas de la independencia polaca y el conflicto victorioso con Alemania.
El poeta polaco C.K. Norwid visitó el Monte en 1840. Posteriormente compuso el poema narrativo Wanda en honor a la antigua princesa.
El dramaturgo croata Matija Ban hizo de Wanda el símbolo de Polonia en su obra de 1868, Wanda, la Reina polaca.
Antonín Dvořák compuso la quinta de sus 11 óperas, la tragedia Vanda alrededor de este episodio de las leyendas históricas polacas. Escrita en 1875, lanzó la historia como una lucha entre los paganos pueblos eslavos y los alemanes cristianos.
En 1890, una estatua diseñada por el artista polaco Jan Matejko que representa a un águila que gira al oeste se colocó en la parte superior del montículo. En la base de la estatua la inscription WANDA fue tallada, junto con dos espadas y una rueca.
Los becarios Albina Kruszewska y Marion Coleman describen a la Reina Wanda como poseedora de "la castidad blanca y pura de Elaine, la devoción filial de Cordelia, y la voluntad de hierro de Boudica."

## Lectura más profunda
- Anstruther & Sekalski, Old Polish Legends, Hippocrene Books; 2nd edition, May, 1997.
- Kraków District Guide, OAG Cities Guides, 2007